# NGC 3933
NGC 3933 је спирална галаксија у сазвежђу Лав која се налази на NGC листи објеката дубоког неба.
Деклинација објекта је + 16° 48' 36" а ректасцензија 11h 52m 1,9s. Привидна величина (магнитуда) објекта NGC 3933 износи 13,4 а фотографска магнитуда 14,3. Налази се на удаљености од 64,955 милиона парсека од Сунца. NGC 3933 је још познат и под ознакама UGC 6839, MCG 3-30-122, CGCG 97-170, PGC 37156.